# 6 Brygada Pancerna (ZSRR)
6 Brygada Pancerna (ros. 6-я танковая бригада) – pancerny związek taktyczny Armii Czerwonej.

## Działania bojowe
Brygada wzięła udział w kampanii wrześniowej w składzie Mińskiej Grupy Armijnej. 
Rano 17 września brygada przekroczyła granicę państwową, złamała opór żołnierzy Korpusu Ochrony Pogranicza i do końca dnia ześrodkowała się w rejonie Konstantinowki. Następnego dnia otrzymała rozkaz opanowania Wilna. Maszerując dwoma kolumnami o 20.00 doszła w rejon stacji radiowej, stąd ruszyła do ataku na miasto. Walki kontynuowano w dniu następnym. Do 11.00 pododdziały brygady dotarły do północnych dzielnic miasta i utrzymywały podejścia do czasu nadejścia 24 Dywizji Kawalerii. W dniach od 20. do 23 września brygada stacjonowała w Wilnie.
W dniu agresji na Polskę brygada posiadała 248 czołgów BT.
Do działań brygada wyprowadziła 252 czołgi (?). Po ich zakończeniu pozostało 204 sprawne czołgów. Straty bojowe to 3 czołgi. Ponadto na trasach marszu pozostawiono 45 czołgów. Zginął 1 żołnierz a 3 zostało rannych.

## Struktura organizacyjna
W 1939
- 67 batalion czołgów
- 69 batalion czołgów
- 73 batalion czołgów
- 75 batalion czołgów
- 269 batalion remontowy
- 315 batalion transportowy

## Dowódcy brygady
- płk Nikołaj Bołotnikow (był w 1939)[1]